# 玄哲海
玄 哲海（ヒョン・チョルヘ、げん てつかい、현 철해、1934年8月13日 - 2022年5月19日）は、朝鮮民主主義人民共和国（北朝鮮）の軍人。軍事称号（階級）は朝鮮人民軍元帥。
人民武力部第一副部長兼後方総局長、朝鮮労働党中央委員会政治局員、党中央軍事委員会委員を歴任した。

## 経歴
満州国吉林省延吉県出身(今の中華人民共和国吉林省延吉市)。
1930年代前半期、金日成が策定、指揮した朝鮮人民革命軍隊員の息子として生まれた。
朝鮮戦争の時期、親衛中隊。
金策工業総合大学と外国での学業過程を終えた玄哲海は、党中央委員会と地方党組織での活動過程を経て1968年代の初め、人民軍に復帰した。
1993年12月8日、朝鮮労働党第6期党中央委員会第21回総会において党中央委員に選出される。1995年9月、朝鮮人民軍後方総局長への就任が判明。同年10月8日、人民軍最高司令官命令により大将に昇格した。
2008年には、金正日総書記に最も多く随行（32回）。随行回数が多かった李明秀、朴在京とともに、国外からは「3人組」と呼ばれるほどの重鎮であった。
金正日の次男である金正哲との結びつきが強いと言われ、2008年8月以降金総書記の重病説が流れる中、仮に3代にわたる世襲が行われる場合、正哲の後援者となるとされていた。また金正恩の軍事教育を担当していたとされる。
朝鮮人民軍総政治局副局長、朝鮮民主主義人民共和国国防委員会総務局長を経て、金正恩体制が発足した2012年4月に人民武力部第一副部長（組織担当）兼後方総局長に就任した。同年4月7日、党中央軍事委員会および国防委員会の共同決定により次帥に昇格。同年4月13日、第4回党代表者会において党中央委員会政治局員および党中央軍事委員会委員に選出された。
2013年5月に、人民武力部第一副部長の役職から解任されていたことが判明した。解任の理由は高齢による健康問題と推測された。後任は全昌復（チョン・チャンボク）である。
2014年3月に行われた第13期最高人民会議代議員選挙で代議員に再選されなかった。
2016年4月14日、党中央委員会・中央軍事委員会、及び国防委員会の決定により、李乙雪死去後に空席となっていた人民軍元帥に昇格した。
2016年5月に開催された朝鮮労働党第7次大会で党中央委員会政治局、同党中央軍事委員会の名簿に掲載されず、政治局員と中央軍事委員会委員からの退任が確認された。
2022年5月19日9時に多臓器不全で死去したことが、翌日の労働新聞で報じられた。危篤状態及び臨終の際には金正恩も立ち会い、鎮痛な表情で最期を看取った様子、病床の心電図が横一線になっていく様子、さらには金正恩が玄の写真を見て涙を流す様子が、玄哲海の生涯を振り返る記録映画に収められている。5月22日に4・25文化会館にて告別式が執り行われ、出棺の際には葬儀委員長を務める金正恩も棺を担いだ。前述の記録映画は朝鮮中央テレビにて6月に放送され、その中には少年時代の金正恩と撮った記念写真も紹介されるなど、両者の関係の深さが強調された。